# بردناپ
بردناپ (به انگلیسی: Bradnop) یک روستا و محله مدنی در بریتانیا است که در استافوردشر واقع شده‌است. بردناپ ۳۱۰ نفر جمعیت دارد.